# Alan Grant (fumettista)
Alan Grant (Bristol, 1949 – 21 luglio 2022) è stato un fumettista britannico.
È noto per aver scritto storie per i personaggi della DC Batman, L.E.G.I.O.N. (e R.E.B.E.L.S.) e Lobo, oltre che per aver curato Judge Dredd sulla rivista 2000 AD.
Ha sceneggiato anche una delle storie Amalgam Comics, Lobo il papero.

## Biografia
Nato nel 1949 a Bristol, in Inghilterra, si è spostato nel Midlothian, in Scozia, con la famiglia a un anno.
È morto il 21 luglio 2022 a 73 anni.